# Cleome brachyadenia
Cleome brachyadenia là một loài thực vật có hoa trong họ Màng màng. Loài này được Schwartz mô tả khoa học đầu tiên năm 1939.